# 韋氏鏢鱸
韋氏鏢鱸為輻鰭魚綱鱸形目鱸亞目河鱸科的其中一種，被IUCN列為次級保育類動物，分布於美國田納西河等流域，體長可達8.5公分，棲息在水流快速、岩石底質的溪流。